# Marcel Moureau
Marcel Moureau, né le 30 novembre 1924 à Tarascon et mort le 31 janvier 2009 à Arles, est un footballeur professionnel français d'après-guerre évoluant au poste de milieu de terrain.

## Biographie
Formé au Nîmes Olympique, il fait partie de l'équipe championne de 2e division en 1950 sous les ordres de Pierre Pibarot.
Après sa carrière, il devient pharmacien.

## Palmarès
- Championnat de France de D2 : 1950
- Coupe de France de football : demi-finaliste 1950
- 54 matchs et 2 buts en 1re division